# Антоненко Ігор Дмитрович
Ігор Дмитрович Анто́ненко (нар. 17 травня 1904 в Маріуполь — пом. ?) — український радянський художник-оформлювач; член Спілки радянських художників України.

## Біографія
Народився 17 травня 1904 року в місті Маріуполі (тепер Донецька область, Україна). В 1924 році закінчив навчання в Ленінградській школі заохочення мистецтва, де навчався під керівництвом А. Бєлого і С. Слободянюка-Подоляна.
Проживав в Алма-Аті. 26 квітня 1951 року заарештований Управдінням міністерства державної безпеки Казахської ССР. Був засуджений 19 липня 1951 року по статті 58-10 Кримінального кодексу РРФСР до 5 років виправно-трудових таборів. Був звільнений в 1956 році. Повністю реабілітований 30 серпня 1963 року за відсутністю складу злочину. В подальшому жив у Дніпропетровську в будинку на вулиці Армійській № 9а.

## Творчість
Працював в галузі мистецтва художнього оформлення. Серед робіт:
- проекти художнього оформлення сільськогосподарських виставок Казахської РСР (Алма-Ата, 1945, 1950, 1961);
- оформлення виставки «Придніпровський совнархоз в боротьбі за створення матеріально-технічної бази комунізму» (Київ, 1963);
- оформлення будинків науково-технічної пропаганди в містах Запоріжжі і Кіровограді (1964—1965);
- оформлення виставки Придніпровської ДРЕС (1966).